# Pordenone Calcio 2015-2016
Questa voce raccoglie le informazioni riguardanti il Pordenone Calcio nelle competizioni ufficiali della stagione 2015-2016.

## Stagione
Nella stagione 2015-2016 il Pordenone disputa il dodicesimo campionato di terza serie della sua storia, prendendo parte per il secondo anno consecutivo alla Lega Pro (da cui era stato retrocesso un anno prima dopo la sconfitta ai Playout contro il Monza, salvo poi essere riammesso a seguito della defezione di alcune squadre).
A differenza della difficile stagione 2014-2015, la squadra neroverde (nuovamente guidata da Bruno Tedino) si impone fin da subito tra le più competitive del girone A (soprattutto nella fase di ritorno), chiudendo la stagione regolare al 2º posto con 65 punti (dietro la capolista Cittadella) promosso direttamente e qualificandosi ai Playoff promozione per la Serie B. Nel quarto di finale ha superato (1-0) la Casertana, poi nella doppia semifinale perde (3-0) a Pisa e pareggia (0-0) in casa con i toscani.
Nella Coppa Italia di Lega Pro il Pordenone disputa il girone C di qualificazione, vince (0-1) a Padova, ma perde in casa (1-2) con il Mantova, così sono i virgiliani a passare il turno.

## Divise e sponsor
Il fornitore ufficiale di materiale tecnico per la stagione 2015-2016 è Joma, mentre gli sponsor ufficiale sono Assiteca (impresso al centro del torso) e CRO – Area Giovani (sul petto a destra). Nell'ultima parte della stagione ad essi si aggiunge Recycla (sul dorso al di sotto dei numeri).
La maglia casalinga presenta il classico motivo a strisce verticali nero-verdi di eguale larghezza, con pantaloncini e calzettoni neri. Un completo bianco con finiture verdi caratterizza la seconda divisa.
In occasione dei playoff promozione la maglia casalinga viene modificata con una riduzione delle strisce nero-verdi (che pertanto diventano più larghe) e l'applicazione dell'effigie di un ramarro sul fianco sinistro. Contestualmente, in ottemperanza alle direttive della Lega Italiana Calcio Professionistico, per la prima volta nella storia del club vengono apposti i cognomi dei giocatori al di sopra del numero dorsale.
| Casa | Trasferta |

## Organigramma societario
Area direttiva
- Presidente onorario: Giampaolo Zuzzi
- Presidente: Mauro Lovisa
- Direttore generale: Giancarlo Migliorini
- Segretari: Davide Brendolin e Roberto Donazzon
- Responsabile commerciale: Federica Fioretti

Area tecnica
- Consulente: Giorgio Zamuner
- Allenatore: Bruno Tedino
- Allenatore in seconda: Carlo Marchetto
- Preparatore atletico: Adalberto Zamuner
- Preparatore dei portieri: Paolo Lenisa
- Collaboratori: Andrea Toffolo e Tommaso Zentilin

Settore giovanile
- Responsabile: Stefano Daniel ed Andrea Durat
- Allenatore Berretti: Alberto Nabiuzzi

Area sanitaria
- Medico sociale: Alessandro Milan
- Massaggiatore: Alessandro Marzotto
- Massofisioterapista: Luigi Zanusso

## Rosa
In corsivo i giocatori trasferiti a stagione in corso. La numerazione fissa viene adottata in occasione dei playoff promozione e solo per i giocatori convocati per tale fase.
| N. |                   | Ruolo | Calciatore          |
| -- | ----------------- | ----- | ------------------- |
| 1  | Italia (bandiera) | P     | Matteo Tomei        |
| 2  | Italia (bandiera) | D     | Alberto Boniotti    |
| 3  | Italia (bandiera) | D     | Marco Martin        |
| 4  | Italia (bandiera) | D     | Mirko Stefani       |
| 5  | Italia (bandiera) | C     | Simone Pasa         |
| 6  | Italia (bandiera) | D     | Michele De Agostini |
| 7  | Italia (bandiera) | C     | Alberto Filippini   |
| 8  | Italia (bandiera) | C     | Alex Pederzoli      |
| 9  | Italia (bandiera) | A     | Luca Strizzolo      |
| 10 | Italia (bandiera) | C     | Matteo Mandorlini   |
| 11 | Italia (bandiera) | A     | Emanuele Berrettoni |
| 12 | Italia (bandiera) | P     | Andrea De Toni      |
| 13 | Italia (bandiera) | D     | Paolo Marchi        |
| 14 | Italia (bandiera) | A     | Stefano Beltrame    |
| 15 | Italia (bandiera) | C     | Marco Berardi       |
| 16 | Italia (bandiera) | C     | Luca Cattaneo       |
| 17 | Italia (bandiera) | D     | Marco Talin         |

| N. |                     | Ruolo | Calciatore           |
| -- | ------------------- | ----- | -------------------- |
| 18 | Italia (bandiera)   | D     | Andrea Ingegneri     |
| 19 | Italia (bandiera)   | C     | Nicola Valente       |
| 20 | Italia (bandiera)   | C     | Matteo Buratto       |
| 21 | Svizzera (bandiera) | C     | Alban Ramadani       |
| 24 | Italia (bandiera)   | D     | Andrea Cosner        |
| 22 | Italia (bandiera)   | C     | Riccardo Martignago  |
| 23 | Italia (bandiera)   | C     | Eros Castelletto     |
| 25 | Italia (bandiera)   | P     | Marco D'Arsiè        |
|    | Italia (bandiera)   | C     | Elia Baruzzini       |
|    | Italia (bandiera)   | P     | Gianni Careri        |
|    | Italia (bandiera)   | C     | Kevin Pavan          |
|    | Italia (bandiera)   | C     | Edoardo Pignata      |
|    | Brasile (bandiera)  | A     | Caio Trouva De Cenco |
|    | Italia (bandiera)   | A     | Francesco Finocchio  |
|    | Italia (bandiera)   | A     | Axel Gulin           |
|    | Italia (bandiera)   | A     | Andrea Savio         |

Rosa aggiornata all'11 maggio 2016

## Calciomercato

### Sessione estiva
| Acquisti | Acquisti            | Acquisti       | Acquisti      |
| R.       | Nome                | da             | Modalità      |
| -------- | ------------------- | -------------- | ------------- |
| P        | Marco D'Arsiè       | Venezia        | definitivo    |
| P        | Matteo Tomei        | Real Vicenza   | definitivo    |
| D        | Alberto Boniotti    | Brescia        | prestito      |
| D        | Eros Castelletto    | Juventus       | prestito      |
| D        | Andrea Cosner       | Virtus Verona  | definitivo    |
| D        | Michele De Agostini | Prato          | definitivo    |
| D        | Andrea Ingegneri    | Cesena         | prestito      |
| D        | Paolo Marchi        | Como           | definitivo    |
| D        | Mirko Stefani       | Messina        | definitivo    |
| D        | Marco Talin         | Legnago Salus  | definitivo    |
| C        | Marco Berardi       | Fiorentina     | prestito      |
| C        | Luca Cattaneo       | Bassano Virtus | definitivo    |
| C        | Alberto Filippini   | SPAL           | definitivo    |
| C        | Matteo Mandorlini   | Pisa           | definitivo    |
| C        | Riccardo Martignago | Pistoiese      | definitivo    |
| C        | Simone Pasa         | Internazionale | prestito      |
| C        | Kevin Pavan         | Tamai          | fine prestito |
| C        | Nicola Valente      | Legnago Salus  | definitivo    |
| A        | Alex Pederzoli      | Pavia          | definitivo    |
| A        | Caio De Cenco       | Pavia          | prestito      |
| A        | Francesco Finocchio | Parma          | definitivo    |
| A        | Axel Gulin          | Fiorentina     | prestito      |
| A        | Luca Strizzolo      | Lucchese       | definitivo    |

| Cessioni | Cessioni            | Cessioni       | Cessioni      |
| R.       | Nome                | a              | Modalità      |
| -------- | ------------------- | -------------- | ------------- |
| P        | Roberto Bazzichetto | Luparense      | definitivo    |
| P        | Luca Maniero        | Crotone        | definitivo    |
| D        | Davide Bertolucci   | FeralpiSalò    | definitivo    |
| D        | Luca Corrado        |                | svincolato    |
| D        | Manuel Ferrani      | Campobasso     | definitivo    |
| D        | Riccardo Fissore    | Maceratese     | definitivo    |
| D        | Tommaso Ghinassi    | Prato          | definitivo    |
| D        | Emanuele Panzeri    |                | svincolato    |
| D        | Mattia Placido      | Sampdoria      | fine prestito |
| D        | Nicholas Pramparo   | Triestina      | definitivo    |
| D        | Daniele Rosania     | Paganese       | definitivo    |
| D        | Davide Salvatori    | Sambenedettese | definitivo    |
| D        | Alessandro Zavan    | Fiorentina     | prestito      |
| C        | Jacopo Fortunato    | Paganese       | definitivo    |
| C        | Federico Maracchi   | FeralpiSalò    | definitivo    |
| C        | Daniele Mattielig   | Triestina      | definitivo    |
| C        | Andrea Migliorini   | Mestre         | definitivo    |
| C        | Gianluca Migliorini | Triestina      | definitivo    |
| A        | Riccardo Benatti    | Bologna        | fine prestito |
| A        | Saša Bjelanović     |                | ritiro        |
| A        | Raffaele Franchini  | Martina        | definitivo    |
| A        | Alessandro Gatto    | Verona         | fine prestito |
| A        | Denis Maccan        | Venezia        | definitivo    |
| A        | Alberto Paladin     | Tamai          | definitivo    |
| A        | Riccardo Ravasi     | Verona         | fine prestito |
| A        | Daniele Simoncelli  |                | svincolato    |

### Sessione invernale
| Acquisti | Acquisti            | Acquisti | Acquisti   |
| R.       | Nome                | da       | Modalità   |
| -------- | ------------------- | -------- | ---------- |
| D        | Marco Martin        | Pavia    | prestito   |
| A        | Stefano Beltrame    | Juventus | prestito   |
| A        | Emanuele Berrettoni | Ascoli   | definitivo |

| Cessioni | Cessioni        | Cessioni     | Cessioni      |
| R.       | Nome            | a            | Modalità      |
| -------- | --------------- | ------------ | ------------- |
| P        | Gianni Careri   | Delta Rovigo | definitivo    |
| C        | Edoardo Pignata | Mestre       | prestito      |
| A        | Caio De Cenco   | Pavia        | fine prestito |
| C        | Andrea Savio    | Liventina    | prestito      |

## Risultati

### Campionato

#### Girone d'andata
| Arbitro: | Sozza (Seregno) |

|                          |           |              |
| D. Alessandro 79’ (rig.) | Marcatori | 9’ Pederzoli |

| Arbitro: | Candeo (Este) |

|              |           |  |
| De Cenco 13’ | Marcatori |  |

| Arbitro: | Sassoli (Arezzo) |

|            |           |                 |
| Carini 52’ | Marcatori | 45+1’ Strizzolo |

| Pordenone 27 settembre 2015, ore 15:00 CEST 4ª giornata | Pordenone        | 0 – 0 referto | Renate | Stadio Ottavio Bottecchia (733 spett.)\| Arbitro: \| Andreini (Forlì) \| |
| Arbitro:                                                | Andreini (Forlì) |               |        |                                                                          |

| Arbitro: | Sprezzola (Mestre) |

|           |           |                                                       |
| Taino 51’ | Marcatori | 25’ Cattaneo 34’ M. De Agostini 61’ Pasa 64’ De Cenco |

| Arbitro: | Viotti (Tivoli) |

|               |           |              |
| Mandorlini 8’ | Marcatori | 74’ F. Forte |

| Arbitro: | Pasciuta (Agrigento) |

|                            |           |                         |
| De Cenco 28’ Finocchio 41’ | Marcatori | 87’, 90’ (rig.) Gliozzi |

| Arbitro: | Meleleo (Casarano) |

|                                |           |  |
| Barbuti 69’ (rig.) S. Cruz 70’ | Marcatori |  |

| Arbitro: | Amoroso (Paola) |

|                       |           |  |
| De Cenco 4’, 47’, 82’ | Marcatori |  |

| Padova 8 novembre 2015, ore 15:00 CET 10ª giornata | Padova           | 0 – 0 referto | Pordenone | Stadio Euganeo (4 120 spett.)\| Arbitro: \| D'Apice (Arezzo) \| |
| Arbitro:                                           | D'Apice (Arezzo) |               |           |                                                                 |

| Arbitro: | Boggi (Salerno) |

|              |           |               |
| De Cenco 85’ | Marcatori | 26’ Mezavilla |

| Arbitro: | Panarese (Lecce) |

|          |           |                                                   |
| Arma 16’ | Marcatori | 5’ De Cenco 10’, 62’ Alb. Filippini 30’ Pederzoli |

| Arbitro: | Marchetti (Ostia Lido) |

|                           |           |                    |
| N. Allievi 50’ Romero 86’ | Marcatori | 40’ Alb. Filippini |

| Arbitro: | Lacagnina (Caltanissetta) |

|                |           |                                        |
| M. Berardi 12’ | Marcatori | 20’ Litteri 33’ Bizzotto 47’ Chiaretti |

| Arbitro: | Zingarelli (Siena) |

|  |           |                  |
|  | Marcatori | 81’ A. Filippini |

| Arbitro: | Valiante (Nocera Inferiore) |

|  |           |                            |
|  | Marcatori | 24’ Malomo 62’ A. Ferretti |

| Arbitro: | Candeo (Este) |

|             |           |                                   |
| F.Perna 90’ | Marcatori | 12’ Alb. Filippini 27’ Mandorlini |

#### Girone di ritorno
| Arbitro: | Spinelli (Terni) |

|               |           |  |
| Finocchio 58’ | Marcatori |  |

| Arbitro: | Di Gioia (Nola) |

|  |           |                                                 |
|  | Marcatori | 40’ Alb. Filippini 89’ Cattaneo 90+1’ Strizzolo |

| Arbitro: | De Tullio (Bari) |

|               |           |  |
| Strizzolo 12’ | Marcatori |  |

| Arbitro: | Miele (Torino) |

|  |           |                                  |
|  | Marcatori | 23’ Pederzoli 88’ Alb. Filippini |

| Arbitro: | Guarino (Caltanissetta) |

|                                          |           |  |
| Strizzolo 11’ Buratto 59’ Berrettoni 63’ | Marcatori |  |

| Arbitro: | Bertani (Pisa) |

|  |           |                                    |
|  | Marcatori | 26’ Cattaneo 45’ (rig.) M. Stefani |

| Arbitro: | Prontera (Bologna) |

|              |           |                                 |
| Spagnoli 78’ | Marcatori | 32’, 58’ Strizzolo 45’ Cattaneo |

| Arbitro: | Di Martino (Teramo) |

|                      |           |          |
| Pederzoli 70’ (rig.) | Marcatori | 7’ Sarao |

| Arbitro: | Mainardi (Bergamo) |

|                     |           |  |
| Misuraca 73’ (rig.) | Marcatori |  |

| Arbitro: | Fourneau (Roma) |

|                          |           |              |
| Pederzoli 4’ Buratto 70’ | Marcatori | 78’ Altinier |

| Arbitro: | Marinelli (Tivoli) |

|                |           |  |
| M. Marconi 68’ | Marcatori |  |

| Arbitro: | Mei (Pesaro) |

|          |           |  |
| Pasa 74’ | Marcatori |  |

| Arbitro: | Piccinini (Forlì) |

|                                                |           |                 |
| Strizzolo 66’ Ingegneri 73’ Alb. Filippini 85’ | Marcatori | 44’, 78’ Guerra |

| Arbitro: | Robilotta (Sala Consilina) |

|                                    |           |               |
| Chiaretti 16’ Lora 89’ Coralli 90’ | Marcatori | 67’ Strizzolo |

| Arbitro: | Panarese (Lecce) |

|                             |           |             |
| Strizzolo 8’ Mandorlini 84’ | Marcatori | 10’ D'Iglio |

| Arbitro: | Volpi (Arezzo) |

|  |           |                |
|  | Marcatori | 39’ Martignago |

| Arbitro: | Strippoli (Bari) |

|                                      |           |                  |
| Beltrame 16’ (rig.), 47’ Valente 80’ | Marcatori | 12’ (rig.) Bruno |

### Play-off
| Arbitro: | Giovani (Grosseto) |

|                      |           |  |
| Pederzoli 85’ (rig.) | Marcatori |  |

| Arbitro: | Guccini (Albano Laziale) |

|                      |           |  |
| Varela 10’, 13’, 56’ | Marcatori |  |

| Pordenone 29 maggio 2016, ore 16:00 CEST Semifinale - Ritorno | Pordenone          | 0 – 0 referto | Pisa | Stadio Ottavio Bottecchia (2 500 spett.)\| Arbitro: \| Mainardi (Bergamo) \| |
| Arbitro:                                                      | Mainardi (Bergamo) |               |      |                                                                              |

### Coppa Italia Lega Pro

#### Fase a gironi
| Squadra   | P.ti | G | V | N | P | GF | GS | DR |
| --------- | ---- | - | - | - | - | -- | -- | -- |
| Mantova   | 4    | 2 | 1 | 1 | 0 | 3  | 2  | +1 |
| Pordenone | 3    | 2 | 1 | 0 | 1 | 2  | 2  | 0  |
| Padova    | 1    | 2 | 0 | 1 | 1 | 1  | 2  | -1 |

| Arbitro: | Sprezzola (Mestre) |

|           |           |                  |
| Savio 90’ | Marcatori | 24’, 79’ Ruopolo |

| Arbitro: | Zingarelli (Siena) |

|  |           |              |
|  | Marcatori | 28’ Cattaneo |

## Statistiche

### Statistiche di squadra
| Competizione          | Punti        | In casa | In casa | In casa | In casa | In casa | In casa | In trasferta | In trasferta | In trasferta | In trasferta | In trasferta | In trasferta | Totale | Totale | Totale | Totale | Totale | Totale | D.R. |
| Competizione          | Punti        | G       | V       | N       | P       | Gf      | Gs      | G            | V            | N            | P            | Gf           | Gs           | G      | V      | N      | P      | Gf     | Gs     | D.R. |
| --------------------- | ------------ | ------- | ------- | ------- | ------- | ------- | ------- | ------------ | ------------ | ------------ | ------------ | ------------ | ------------ | ------ | ------ | ------ | ------ | ------ | ------ | ---- |
| Campionato            | 65           | 17      | 10      | 5       | 2       | 26      | 15      | 17           | 9            | 3            | 5            | 26           | 15           | 34     | 19     | 8      | 7      | 52     | 30     | +22  |
| Coppa Italia Lega Pro | fasea gironi | 1       | 0       | 0       | 1       | 1       | 2       | 1            | 1            | 0            | 0            | 1            | 0            | 2      | 1      | 0      | 1      | 2      | 2      | 0    |
| Totale                | 65           | 18      | 10      | 5       | 3       | 27      | 17      | 18           | 10           | 3            | 5            | 27           | 15           | 36     | 20     | 8      | 8      | 54     | 32     | +22  |

### Andamento in campionato
| Giornata  | 1  | 2 | 3 | 4 | 5 | 6 | 7 | 8 | 9 | 10 | 11 | 12 | 13 | 14 | 15 | 16 | 17 | 18 | 19 | 20 | 21 | 22 | 23 | 24 | 25 | 26 | 27 | 28 | 29 | 30 | 31 | 32 | 33 | 34 |
| --------- | -- | - | - | - | - | - | - | - | - | -- | -- | -- | -- | -- | -- | -- | -- | -- | -- | -- | -- | -- | -- | -- | -- | -- | -- | -- | -- | -- | -- | -- | -- | -- |
| Luogo     | T  | C | T | C | T | C | C | T | C | T  | C  | T  | T  | C  | T  | C  | T  | C  | T  | C  | T  | C  | T  | T  | C  | T  | C  | T  | C  | C  | T  | C  | T  | C  |
| Risultato | N  | V | N | N | V | N | N | P | V | N  | N  | V  | P  | P  | V  | P  | V  | V  | V  | V  | V  | V  | V  | V  | N  | P  | V  | P  | V  | V  | P  | V  | V  | V  |
| Posizione | 10 | 8 | 8 | 9 | 5 | 6 | 5 | 9 | 6 | 8  | 8  | 8  | 9  | 10 | 8  | 8  | 8  | 7  | 5  | 4  | 2  | 2  | 2  | 2  | 2  | 3  | 3  | 3  | 3  | 2  | 4  | 2  | 2  | 2  |

Legenda:

Luogo: C = Casa; T = Trasferta. Risultato: V = Vittoria; N = Pareggio; P = Sconfitta.

### Statistiche dei giocatori
| Giocatore      | Lega Pro | Lega Pro | Lega Pro    | Lega Pro   | Play-off promozione | Play-off promozione | Play-off promozione | Play-off promozione | Coppa Italia Lega Pro | Coppa Italia Lega Pro | Coppa Italia Lega Pro | Coppa Italia Lega Pro | Totale   | Totale | Totale      | Totale     |
| Giocatore      | Presenze | Reti     | Ammonizioni | Espulsioni | Presenze            | Reti                | Ammonizioni         | Espulsioni          | Presenze              | Reti                  | Ammonizioni           | Espulsioni            | Presenze | Reti   | Ammonizioni | Espulsioni |
| -------------- | -------- | -------- | ----------- | ---------- | ------------------- | ------------------- | ------------------- | ------------------- | --------------------- | --------------------- | --------------------- | --------------------- | -------- | ------ | ----------- | ---------- |
| E. Baruzzini   | 3        | 0        | 0           | 0          | -                   | -                   | -                   | -                   | 1                     | 0                     | 0                     | 0                     | 4        | 0      | 0           | 0          |
| S. Beltrame    | 5        | 0        | 0           | 0          | -                   | -                   | -                   | -                   | -                     | -                     | -                     | -                     | 5        | 0      | 0           | 0          |
| M. Berardi     | 16       | 1        | 0           | 0          | -                   | -                   | -                   | -                   | 1                     | 0                     | 0                     | 0                     | 17       | 1      | 0           | 0          |
| E. Berrettoni  | 13       | 1        | 2           | 0          | -                   | -                   | -                   | -                   | -                     | -                     | -                     | -                     | 13       | 1      | 2           | 0          |
| A. Boniotti    | 28       | 0        | 3           | 0          | -                   | -                   | -                   | -                   | 1                     | 0                     | 0                     | 0                     | 29       | 0      | 3           | 0          |
| M. Buratto     | 24       | 2        | 3           | 0          | -                   | -                   | -                   | -                   | 2                     | 0                     | 1                     | 0                     | 26       | 2      | 4           | 0          |
| E. Castelletto | 4        | 0        | 0           | 0          | -                   | -                   | -                   | -                   | 1                     | 0                     | 0                     | 0                     | 5        | 0      | 0           | 0          |
| L. Cattaneo    | 31       | 4        | 2           | 0          | -                   | -                   | -                   | -                   | 2                     | 1                     | 1                     | 0                     | 33       | 5      | 3           | 0          |
| A. Cosner      | 14       | 0        | 1           | 0          | -                   | -                   | -                   | -                   | 2                     | 0                     | 0                     | 0                     | 16       | 0      | 1           | 0          |
| M. De Agostini | 19       | 1        | 3           | 0          | -                   | -                   | -                   | -                   | 1                     | 0                     | 1                     | 0                     | 20       | 1      | 4           | 0          |
| C. De Cenco    | 15       | 8        | 4           | 0          | -                   | -                   | -                   | -                   | 2                     | 0                     | 0                     | 0                     | 17       | 8      | 4           | 0          |
| A. Filippini   | 24       | 8        | 2           | 0          | -                   | -                   | -                   | -                   | -                     | -                     | -                     | -                     | 24       | 8      | 2           | 0          |
| F. Finocchio   | 10       | 2        | 2           | 0          | -                   | -                   | -                   | -                   | 2                     | 0                     | 0                     | 0                     | 12       | 2      | 2           | 0          |
| A. Gulin       | 1        | 0        | 0           | 0          | -                   | -                   | -                   | -                   | -                     | -                     | -                     | -                     | 1        | 0      | 0           | 0          |
| A. Ingegneri   | 14       | 1        | 1           | 0          | -                   | -                   | -                   | -                   | 1                     | 0                     | 0                     | 0                     | 15       | 1      | 1           | 0          |
| M. Mandorlini  | 28       | 3        | 4           | 0          | -                   | -                   | -                   | -                   | 2                     | 0                     | 0                     | 0                     | 30       | 3      | 4           | 0          |
| P. Marchi      | 7        | 0        | 1           | 0          | -                   | -                   | -                   | -                   | -                     | -                     | -                     | -                     | 7        | 0      | 1           | 0          |
| M. Martin      | 14       | 0        | 2           | 0          | -                   | -                   | -                   | -                   | -                     | -                     | -                     | -                     | 14       | 0      | 2           | 0          |
| R. Martignago  | 11       | 1        | 0           | 0          | -                   | -                   | -                   | -                   | -                     | -                     | -                     | -                     | 11       | 1      | 0           | 0          |
| D. Pasa        | 32       | 2        | 4           | 0          | -                   | -                   | -                   | -                   | 1                     | 0                     | 0                     | 0                     | 33       | 2      | 4           | 0          |
| A. Pederzoli   | 28       | 5        | 15          | 2          | -                   | -                   | -                   | -                   | 1                     | 0                     | 0                     | 0                     | 29       | 5      | 15          | 2          |
| A. Savio       | 1        | 0        | 0           | 0          | -                   | -                   | -                   | -                   | 1                     | 1                     | 0                     | 0                     | 2        | 1      | 0           | 0          |
| M. Stefani     | 32       | 1        | 6           | 0          | -                   | -                   | -                   | -                   | 2                     | 0                     | 0                     | 0                     | 34       | 1      | 6           | 0          |
| L. Strizzolo   | 29       | 9        | 6           | 0          | -                   | -                   | -                   | -                   | 1                     | 0                     | 0                     | 0                     | 30       | 9      | 6           | 0          |
| M. Talin       | 2        | 0        | 0           | 0          | -                   | -                   | -                   | -                   | -                     | -                     | -                     | -                     | 2        | 0      | 0           | 0          |
| M. Tomei       | 33       | -30      | 1           | 0          | -                   | -                   | -                   | -                   | 2                     | -2                    | 0                     | 0                     | 35       | -32    | 1           | 0          |
| N. Valente     | 17       | 0        | 4           | 1          | -                   | -                   | -                   | -                   | 2                     | 0                     | 0                     | 0                     | 19       | 0      | 4           | 1          |